# Košarkar
Košárkar je športnik, ki se udejstvuje v igranju moštvenega športa košarke. Zastarelo ga lahko imenujemo tudi košarkáš, vendar se ta izraz opušča in uporablja zgolj v žargonu.

## Kategorije košarkarjev
- rekreativni košarkar - ljubiteljski igralec, igra za hobi ter lastno rekreacijo in zdravje
- polprofesionalni košarkar - aktivnejši kot rekreativni igralec vendar se ne preživlja z igranjem
- profesionalni košarkar - aktivni igralec, ki je igranju košarke podredil vse svoje aktivnosti in si z igranjem poskuša zagotoviti zaslužek in slavo

## Košarkarji glede na igralna mesta
Poznamo različne košarkarje, ki se delijo po igralnih mestih oziroma pozicijah, glede na svoje telesne značilnosti in lastne sposobnosti. Na grobo jih se deli na tri osnovne igralne pozicije, ki jih uporabljajo ekipe, to so branilci, krila in centri. Natančneje jih lahko razvrstimo na pet igralnih mest, ki se označujejo tudi s števili:
- 1. Organizator (angleško: Playmaker ali Point guard) številka ena ali enka - organizator je branilec, ki je zadolžen za vodenje žoge v napad in s prodiranjem ali podajami skrbi za razigravanje preostalih svojih soigralcev, po navadi so to najmanjši in najhitrejši igralci na igrišču s smislom za taktiko in sposobnostjo pregleda dogajanja na igrišču, drugače pa imajo lastnosti iste kot branilci.
- 2. Branilec (shooting guard) številka dve ali dvojka - strelec, v napadu zadolžen za mete na koš od daleč, v obrambi pa za pokrivanje najboljšega nasprotnikovega strelca, od njega se pričakuje hitrost potrebno za prodore ali zaustavljanje njih, predvsem pa sposobnost zadevati mete od daleč, velikokrat tudi tako imenovane trojke, torej mete za tri točke, obenem pa lahko nekateri branilci po potrebi zamenjajo vlogo organizatorja igre, če imajo za to potrebne sposobnosti seveda.
- 3. Krilo (small forward) številka tri ali trojka - igralec sposoben zadeti tako od daleč kot tudi prodreti pod koš, v obrambi zadolžen tako za skakanje za odbitimi žogami kot tudi oviranje prodirajočih igralcev ali odvzem žoge njim. Krilni igralci so višji od branilcev ter hitrejši od še večjih centrov.
- 4. Krilni center (power forward) štirica - imenovan tudi mali center, igra obrnjen s hrbtom proti košu v igri eden na enega, obratno v obrambi, igra večinoma pod košem vendar je zmožen zadeti tudi mete dlje od njega in je po značilnostih nekakšna zmes med hitrostjo prodornega krila in močjo visokega centra
- 5. Center (center) petica - igralec zadolžen za igro pod košem tako v napadu kot v obrambi, svojo višino in moč izkorišča za dosego točk izpod samega koša, tudi s atraktivnim zabijamjem in zaustavljanje nasprotnikovih centrov in drugih igralcev, ko se le ti približajo košu. Tipični center je najvišji igralec na igrišču, zato redno sodeluje pri skokih za od koša odbitimi žogami.

Postava ekipe se lahko spreminja sproti glede na trenutne zahteve v tekmi ali zmožnosti moštva. Opisane pozicije veljajo za košarkarje, nikjer pa ne obstaja pravilo, da mora posamezno moštvo imeti ravno takšno postavo tudi na igrišču. Košarkarski trenerji lahko prilagajajo ekipo, ki jo vodijo glede na svoje taktične poglede na igranje košarke ali pa glede na prilagodljivost posameznih košarkarjev znotraj moštva. Možne so različne prilagoditve trenutne postave, tako se lahko igro z uporabo dodatnega branilca naredi hitrejšo ali pa obratno, igra se bolj na moč in višino s postavitvijo dodatnega centra. Vse različne možnosti se uporablja v namen iskanja najboljše možne postave oziroma peterke, ki bi bila sposobna doseči najboljši možni rezultat.
Zelo pogosto uporabljana sprememba pozicije je zamenjava vloge med obema branilcema, ki se zamenjata pri organizaciji napada. Veliko je odvisno od sposobnosti posameznih igralcev, da poleg igre v svoji osnovni poziciji lahko učinkovito odigrajo tudi v vlogi na drugem igralnem mestu. Dober pokazatelj primera je na primer igralec, ki v svoji poziciji centra velja za odličnega v igri pod košem, če pa njegov učinek strmo pada z oddaljenostjo od njega, potem velja zanj naziv tipični center. Če pa center lahko dosega točke tudi z bolj oddaljenih mest, potem zanj velja, da je bolj prilagodljiv oziroma popolnejši košarkar in je v taktičnem smislu bolj uporaben za ekipo in predvsem za njenega trenerja, ko le ta išče čim večje število možnih taktičnih variant za igralno postavo peterke. 